# Xatardia
Genre
Classification APG III (2009)
Xatardia est un genre de plantes à fleurs de la famille des Apiaceae, ne comprenant qu'une seule espèce : la Xatardie rude (Xatardia scabra).
Le genre est nommé par Carl Meissner en 1838 en l'honneur du botaniste français Barthélemy Xatart (1774-1846).

## Liste d'espèces
- Xatardia scabra[2]